# 沖縄県道213号黒島港線

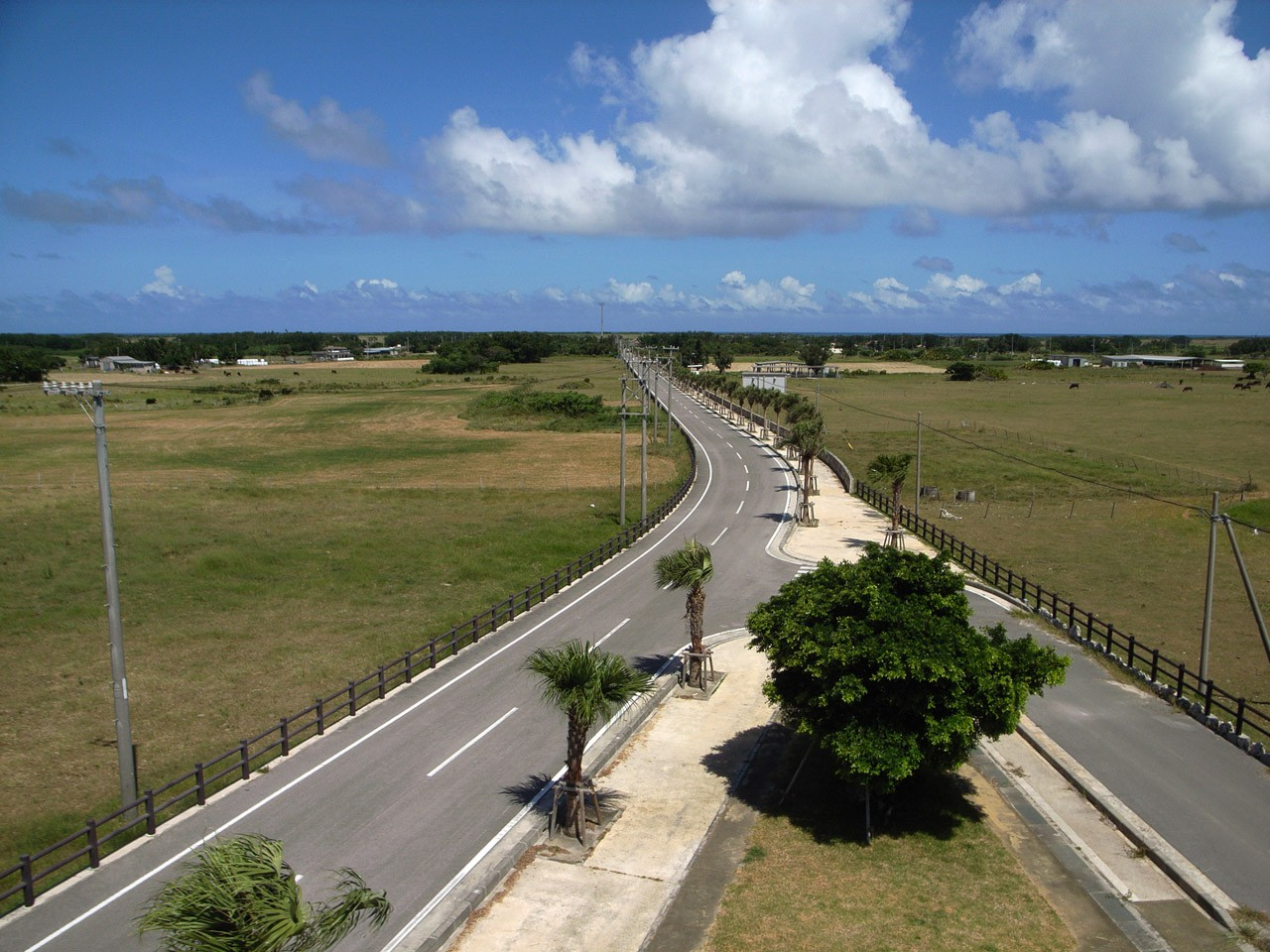
沖縄県道213号黒島港線

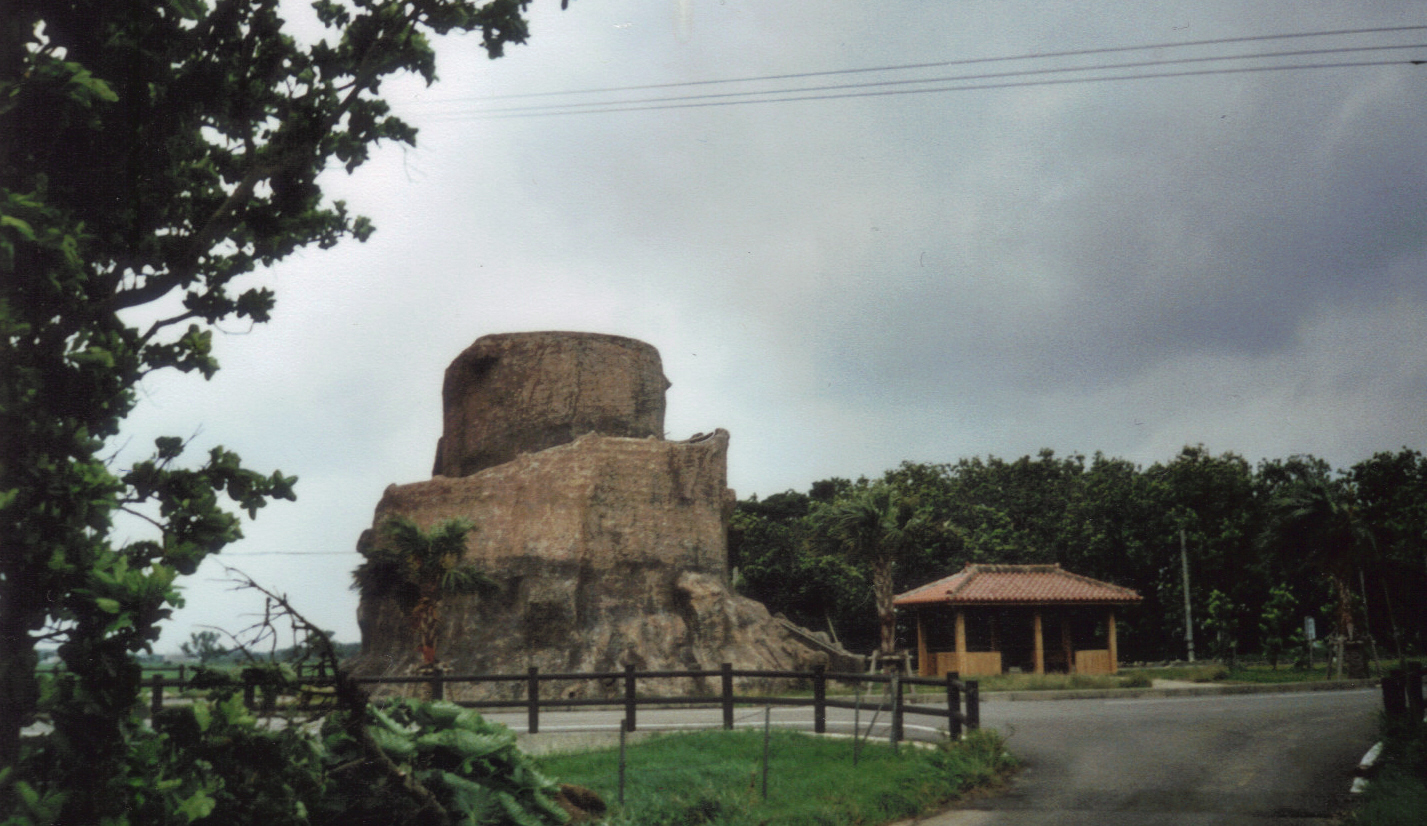
黒島展望台

沖縄県道213号黒島港線（おきなわけんどう213ごう くろしまみなとせん）は、沖縄県八重山郡竹富町黒島の黒島東筋（あがりすじ）と黒島港とを結ぶ一般県道である。旧建設省（現国土交通省）の「日本の道100選」に選ばれた、日本最南端の都道府県道である。

## 概要
現在の沖縄県道213号は、1980年（昭和55年）に行われた八重山地域の県道路線再編により指定された。それ以前は石垣市の平得川原線（現在の沖縄県道87号富野大川線と沖縄県道211号新川白保線）が県道213号とされていた。
黒島は、八重山諸島の石垣島から南へ約19 kmに位置する面積9.8 km2の離島で、西表石垣国立公園にも含まれている。
1981年度（昭和56年度）から1983年度（昭和58年度）にかけて道路の拡張が行われたときに、沖縄を代表する景観であり、地域の特徴にもなっている道路両側の住居を囲う琉球石灰岩の石垣や、赤煉瓦の屋根などの観光地としての景観を損ねないように特段の配慮がなされ、地元住民の全面的な協力を得て、琉球石灰岩の石垣の復元や地下浸透式の排水溝の設置が実施された。
その結果、この路線は、黒島の海中景観に優れた自然環境や島の独特の文化に調和した南国の素朴さと文化を強調する景観を持つ道路として評価され、1986年（昭和61年）8月10日に、旧建設省と「道の日」実行委員会により制定された「日本の道100選」に選定されている。
2005年（平成27年）には、幅員を5 mから11 mに拡幅して歩道を設けるとともに、ロードパークを新設する改良事業が竣工している。ロードパークは黒島小中学校近くに設けられたもので、国の史跡「先島諸島火番盛」のひとつである「プズマリ」をイメージした遠見台（黒島展望台）や、芝広場、駐車場、駐輪場、遊歩道が整備されている。

### 区間
- 起点：八重山郡竹富町字黒島東筋
- 終点：八重山郡竹富町字黒島（黒島港）
- 総延長：2.438km（実延長も同じ）[7]

### 通過自治体
- 八重山郡竹富町（黒島）

### 主要施設
- 黒島港（終点）

## 沿革
- 1980年（昭和55年） - 沖縄県道213号黒島港線が認定される。
- 1981年度（昭和56年度）～1983年度（昭和58年度） - 道路拡張。
- 1986年（昭和61年）8月10日 - 「日本の道100選」に選定される。
- 2005年（平成17年） - 拡幅及びロードパーク整備の改良事業が竣工。